# ヒュプロネクトル
ヒュプロネクトル（Hypuronector）は、現在のアメリカ合衆国ニュージャージー州で発見された三畳紀時代の爬虫類。名前の語源は「深い尾を持つ湖の泳ぎ手」。シミオサウルス類の一種。ヒュプロネクトルは樹上メガランコサウルスと近縁で、わずか12センチメートルと小さい。ヒュプロネクトルの標本はこれまで何十も知られているが、いまだ完全な骨格は発見されていない。ヒュプロネクトルの体の構造や生活形態は推測せざるを得ず議論の的となっている。

## 生活形態
ヒュプロネクトルが、他のシミオサウルスとは異なるという意見がある。メガランコサウルスは樹上カメレオンのような動物とされているが、一方ヒュプロネクトルは深い、オールのような尾を持ち古代の湖底発見されており、水生とされている。しかし大規模な尾筋肉組織を持たず繊細な尾椎骨を持つヒュプロネクトルは、水生ではなく他のドレパノサウルスと同様、樹上性動物だという研究がある。おそらく、細長い前肢を持つヒュプロネクトルはムササビのように滑空していただろうと考えられる。